# Koșmaliv, Bahmaci
Koșmaliv (în ucraineană Кошмалів) este un sat în comuna Bahmaci din regiunea Cernihiv, Ucraina.

## Demografie
Componența lingvistică a localității Koșmaliv
     Ucraineană (100%)
Conform recensământului din 2001, toată populația localității Koșmaliv era vorbitoare de ucraineană (100%).